# 에루 일루바타르
에루 일루바타르(Eru Ilúvatar)는 J. R. R. 톨킨의 가운데땅을 무대로 한 《반지의 제왕》, 《실마릴리온》의 등장인물이다. 가운데땅의 유일신으로, 아이누와 에아(세상)를 창조했다. 세상에 존재하는 모든 것과 관련이 있다고 전해진다.

## 배경정보
일루바타르는 가운데땅 세계관의 절대신이자 창조신이다. 일반적으로 에루(Eru)라고 불리며, 일루바타르(Ilúvatar)는 영어로 All Father, 즉 모든 것의 아버지라는 의미이다. 그리스도교에 대입해보면 하나님 아버지에 해당한다.
세상을 창조할 때 본인이 직접 창조하지 않고 아이누에게 맡겼지만, 요정과 인간만은 본인이 직접 창조했다. 그렇기 때문에 이들은 일루바타르의 자손이라고 칭해진다.
절대신이기 때문에 전지전능하다. 가운데땅 세계관의 생물들은 창조자가 신경을 써주어야 계속해서 움직이고 살아있을 수 있는데, 일루바타르가 전능하기 때문에 이가 가능한 것이다. 멜코르가 저지르는 악행들이 결국에는 일루바타르의 권능을 드높혀주는 일이 되는 것 또한 그의 전능성을 보여주는 일화이다.
일루바타르의 이름에 대고 맹세한 것은 무슨 일이 있어도 깰 수가 없었는데, 이는 일루바타르가 세상 밖에 존재하는 이이기 때문이다. 그렇기 때문에 일루바타르의 이름에 대고 맹세를 한 페아노르와 그의 자손들은 맹세에 묶여 오랜 세월동안 악행을 일삼았다.

## 작중행적
작중에서 에루가 직접 등장하는 일은 거의 없다. 그러나 등장할 때마다 발라 이상의 강력한 권능을 보여준다.

### 아이눌린달레
태초에 일루바타르가 있었다. 일루바타르는 생각으로서 아이누를 창조하였고, 이들을 영원의 궁전에 기거하게 했다. 이어서 일루바타르는 그들에게 노래를 가르쳤다. 아이누들이 노래에 대해 이해를 했을 무렵, 에루는 새로운 악장을 선포한다. 아이누들은 악장의 아름다움과 위대함에 놀란다. 그러나 이때 멜코르가 자신의 생각을 노래에 넣어 불협화음을 유발했고, 이에 일루바타르 또한 분노했다.
하지만 멜코르의 불협화음 또한 본인의 이름을 높이고, 더 놀라운 세상을 만들기 위한 도구일 뿐이라 일축하며 완주된 노래를 펼쳐보인다. 노래에는 아르다와 요정과 인간의 역사가 담겨져 있었고, 그 아름다움에 아이누는 감탄하였다. 이어 일루바타르는 실체화된 세계인 에아를 창조하였으며, 아이누 중 원하는 이들을 에아로 보냈다. 에아에 내려간 아이누 중 가장 강한 14명을 발라라고 칭하고, 그보다 약한 이들을 마이아라고 칭한다.
일루바타르가 실체화된 세계만을 창조하였기에, 에아는 완주된 노래와는 달리 공허한 상태였다. 아이누들도 이에 당황했지만, 곧 자신들의 권능을 이용해 아르다를 창조하고 가꾸었다. 만웨, 울모, 아울레가 아르다 창조에 큰 기여를 하였고, 바르다는 별을, 야반나는 식물을 창조했다. 그러나 에아의 창조에 멜코르의 불협화음이 개입되었기 때문에 세상에는 악이 존재하게 되었다.
이렇게 세상이 창조되었지만, 아이누가 아르다의 모든 것을 만든 것은 아니었다. 요정과 인간은 그들이 불렀던 노래에는 없었으나 일루바타르가 직접 창조하여 아르다에 잠들게 했다. 이들은 이후 일루바타르의 자손들이라고 불리게 된다.
난쟁이의 경우 땅의 권능 아울레에 의해 만들어지고 영혼은 에루에 의해 부여되어 이후 난쟁이는 일루바타르의 입양아로 불리게 된다. 엔트는 요정, 인간, 난쟁이가 식물을 훼손할 것을 걱정한 야반나가 만웨와 상의하고 이를 일루바타르에게 탄원하여 만들어졌다.

### 아칼라베스
분노의 전쟁이 끝나고, 모르고스가 몰락한 뒤, 분노의 전쟁에 참여한 신실한 에다인들에게는 발라들의 축복이 내려졌다. 이들에게는 보통의 인간들보다 더욱 강력한 힘과, 세 배 더 긴 수명이 주어졌다. 또한 벨레가에르 해 가운데에 새로운 섬을 만들어 그들이 살게 했으니, 이 섬이 바로 누메노르가 되었다. 
누메노르는 에아렌딜과 엘윙의 아들, 엘로스를 초대 국왕으로 삼았으며, 그 땅에서는 금과 은, 보석, 그리고 미스릴까지 나와 몹시 풍요로웠으며, 이후 태양의 제 2시대 동안 번영하며, 발리노르를 제외하고 아르다 최강의 국가로 군림했다.
그러나 누메노르의 인간들은 수천년의 세월이 지나며 점점 타락해갔다. 누메노르의 인들은 자신들이 필멸의 존재라는 사실을 점차 받아들이지 못했고, 영생을 갈망하게 되었다. 그러던 중 사우론이 나타나 자신을 가운데땅의 왕이라 칭하는 사건이 발생한다. 그러자 당시 누메노르의 왕이었던 아르파라존이 군대를 보내 사우론을 위협한다. 이에 겁먹은 사우론은 항복했고, 누메노르에 잡혀간다.
잡혀간 사우론은 본인의 미모와 간사한 언변을 통해 단 3년만에 포로 신세에서 아르파라존의 최측근이 되었다. 사우론은 아르파라존에게 불멸의 땅 발리노르를 정복하면 불멸의 존재가 될 것이라고 말을 한다. 이에 아르파라존은 발리노르를 정복하기 위해 대대적으로 군대를 정비하고, 함선을 짓기 시작한다.
발라들 또한 이를 눈치채고 독수리 모양의 구름 등으로 누메노르에 경고를 보내왔지만, 일부 신실한 누메노르인들을 제외하고는 이 경고를 무시한다. 이후 아르파라존은 대규모의 군대를 이끌고 발리노르를 침공한다. 
그러나 발리노르를 정복하면 불멸이 될 수 있을 것이라는 사우론의 말은 완전한 거짓이었다. 발리노르가 불멸의 땅이라 불리는 이유는 불멸의 존재인 아이누와 요정이 살고 있어서이지, 땅에 특별한 힘이 있어서가 아니기 때문이다. 또한 인간의 한정된 수명은 창조신의 선물이었기 때문에 무슨 수를 써도 바꿀 수 있는 것이 아니었다.
기어이 필멸의 존재가 불명의 땅을 밟자, 발라들의 왕 만웨는 인간의 타락에 한탄하며, 아르다의 통치권을 포기하기를 에루에게 탄원한다. 마침내 일루바타르가 이에 응답하여 인간들을 심판하고자 세상에 개입하였다.
일루바타르는 발리노르에 발을 댄 누메노르인들을 땅을 갈라 다고르 다고라스가 열리기 전까지 땅속에서 죽지도 못한 채로 가두었다. 또한 만웨가 날린 독수리의 그림자를 시작으로 누메노르 본 섬의 침몰, 즉 아칼라베스가 시작되었다. 누메노르에 있던 사우론 또한 섬의 침몰에 당황하여 본인의 아름다운 육신을 버리고 영의 형태로 겨우 탈출했다. 일루바타르는 이때 발리노르를 다른 차원으로 분리해서 직항로로 가는 것 이외에 물리적으로 접근하는 것을 차단하였고, 잘린 부분을 연결하여 평평하던 아르다를 구체의 형태로 만들었다.

### 기타
아이눌린달레와 아칼라베스 이외에 직접적으로 등장하는 일은 없지만, 가운데땅 세계관에서 일어나는 모든 일은 에루의 의도 하에 벌어진다. 운명의 산에서 골룸이 발을 헛딛여 분화구에 빠진 것과, 모리아의 발록과의 싸움에서 수명이 다한 간달프가 백색의 마법사로 부활한 것은 일루바타르가 개입했기 때문이라고 한다.